# Street of Dreams (Bill-Charlap-Album)
Street of Dreams ist ein Jazzalbum von Bill Charlap. Die um 2020/21 entstandenen Aufnahmen erschienen am 12. November 2021 auf Blue Note Records.

## Hintergrund
Das Trio von Pianist Bill Charlap, Bassist Peter Washington und Schlagzeuger Kenny Washington wurde 1997 gegründet; es habe sich, beginnend mit All Through the Night (Criss Cross Jazz, 1998), mit einer Reihe von der Kritik gelobter Alben zu einer „sicheren Sache“ entwickelt, urteilte Steven Wine. Street of Dreams ist das erste Album des Pianisten Bill Charlap für das Blue-Note-Label seit seinem Duo-Album mit der Pianistin Renee Rosnes Double Portrait, das 2010 erschienen war; 2007 erschien dort das Trioalbum Live At the Village Vanguard. Wie die bekannten Trios von Chick Corea (mit John Patitucci und Dave Weckl bzw. mit Christian McBride und Brian Blade) verfolge Charlap das Konzept eines Kollektivs, bei dem alle drei Mitglieder eine gleichberechtigte Rolle spielen, meinte Jim Hynes. Beim Repertoire des Albums habe man sich hauptsächlich auf Jazzstandards und Favoriten des Great American Songbook konzentriert; der Titel des Albums ist nach dem von Victor Young und Samuel M. Lewis verfassten Standard der 1930er-Jahre benannt, sei aber symbolisch als „eine Feier der Rückkehr der Live-Musik nach New York City“ nach dem Lockdown in Folge der COVID-19-Pandemie in den Vereinigten Staaten verstanden.

## Titelliste
- Bill Charlap: Street of Dreams

1. The Duke (Dave Brubeck)
2. Day Dream (Billy Strayhorn, John Latouche, Edward Kennedy Ellington)
3. You’re All the World to Me (Burton Lane, Alan Jay Lerner)
4. I’ll Know (Frank Loesser)
5. Your Host (Kenny Burrell)
6. Out of Nowhere (Johnny Green, Edward Heyman)
7. What Are You Doing the Rest of Your Life? (Michel Legrand, Marilyn Bergman, Alan Bergman)
8. Street of Dreams (Victor Young, Samuel M. Lewis)

## Rezeption
Nach Ansicht von Jim Hynes (Glide Magazine) bekommt man das Gefühl, nicht nur hier, auch bei früheren Werken hat man das Gefühl, dass dieses Trio so ziemlich jeden Jazzstandard auswendig spielen könnte. Doch die Schönheit seines Klangs liege in den kleinsten Details – der Art und Weise, wie Charlap bestimmte Töne hält, die Elemente des Blues in der Herangehensweise des Pianisten, die raffinierte Besenführung von Kenny Washington, die Unisono- und Kontrapunkttöne von Peter Washington, die kollektive telepathische Art, wie das Trio Linien und Harmonien improvisieren und Veränderungen steuern könne. Auch wenn die Musik zwar leicht zu hören und es verlockend sei, sie im Hintergrund laufen zu lassen, erfordere die wahre Wertschätzung ihres raffinierten Klangs konzentriertes Zuhören.

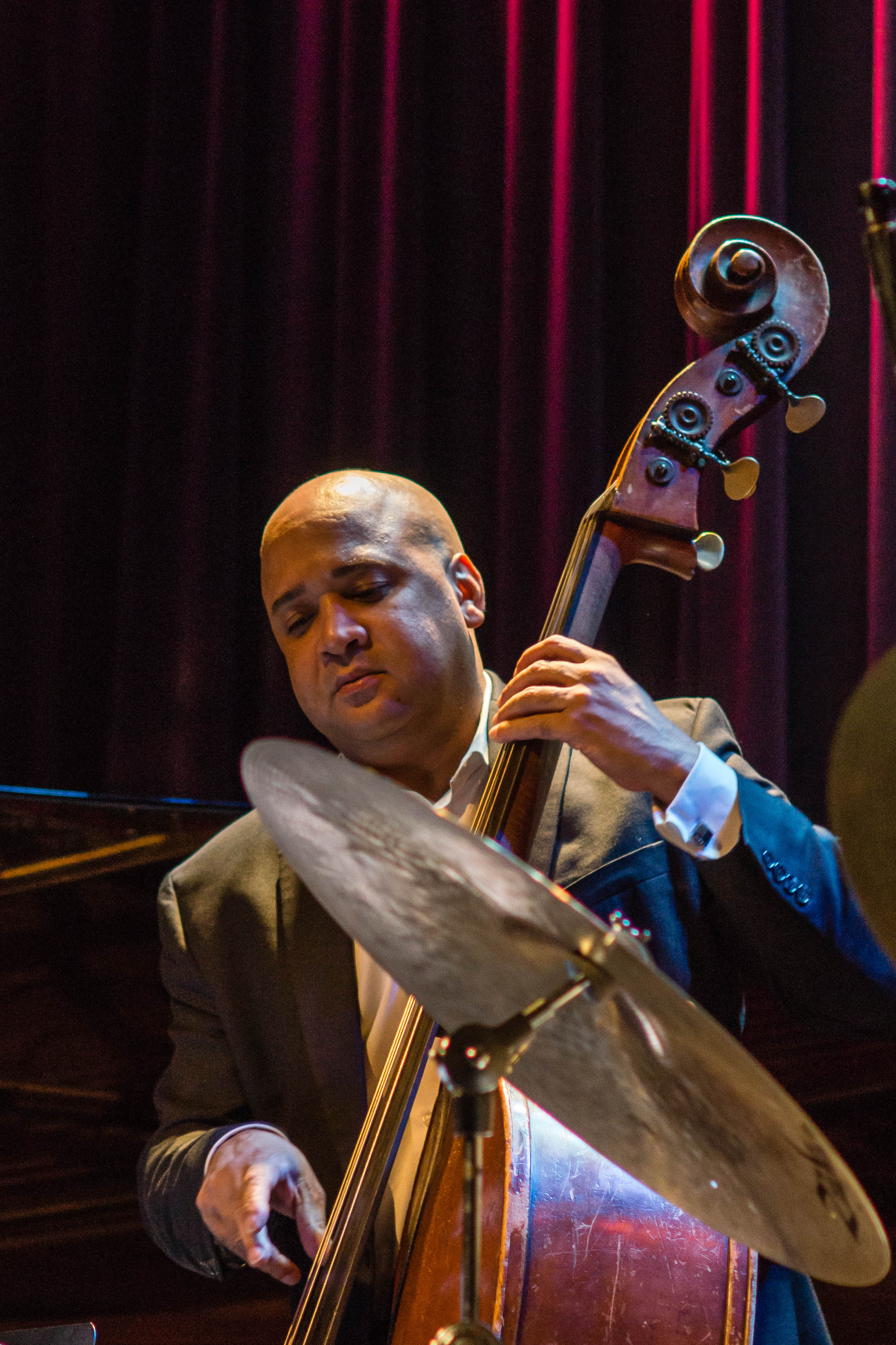
Peter Washington (2012). Foto: Johan Broberg

Michael J. West schrieb in JazzTimes, selbst ihre weniger inspirierten Unternehmungen, ob auf der Bühne oder auf Schallplatte, trügen immer noch die Zeichen einer hohen Professionalität und Empathie, die nur ein langlebiges und produktives Ensemble entwickeln könne. Und Street of Dreams gehöre sicher nicht zu ihren weniger inspirierten Bemühungen, so der Autor. Bereits der Grad der Inspiration auf dem Opener „The Duke“ könne das ganze Album tragen. Street of Dreams sei einfach eine Erinnerung daran, wie großartig ein Album mit geradlinigen Piano-Trio-Standards sein kann.
Wie üblich sei das Trio ein Modell für komplementären Zusammenhalt, meinte Steven Wine (Associated Press). Kenny Washington sei mit seinen Besen besonders markant und Peter Washington sorge dafür, dass der Beat immer swinge oder schwanke. Charlap erreiche in seinem Spiel selten das Forte, abgesehen von seinen gelegentlichen Stichen im unteren Register. Er verfüge über die verführerische Fähigkeit, sowohl leise als auch schnell zu spielen, und wenn er eine Flut von Tönen darbiete, gleiche keine zwei der anderen. „Chromatische Anstiege vermischen sich mit Abstiegen mit mehreren Schritten, und das Ergebnis ist eine berauschende Verwandlung der Melodie, während Charlaps lyrische Erkundungen hin und her wirbeln.“ Das Trio würde auch kühn zurückhaltende Tempi darbieten, die dem Raum zwischen den Tönen gerecht werden. Auf „Street of Dreams“ sorge selbst die Stille für elegante Unterhaltung.
Nate Chinen schrieb in Take Five (WBGO), das Bill Charlap Trio hatte gerade ein zweiwöchiges Engagement im Village Vanguard beendet, was eine willkommene Rückkehr zu einer Art Normalität [nach dem Lockdown] suggerieren würde. Hervorhebenswert sei die Singleauskopplung, eine unermüdlich geschmackvolle Version von „The Duke“, einer der bezauberndsten Melodien von Dave Brubeck. Man solle auf die weichen, funkelnden Details in Charlaps Klavierspiel achten, so Chinen – und die Art und Weise, wie die Washingtons den Motor schnurren ließen, und erleben, wie mit einem befriedigenden Beckenschlag bei 3:20 in einen höheren Gang geschaltet werde.
Ralf Dombrowski zufolge, der „Street of Dreams“ für Jazz thing besprach, klinge das Album „wie einer anderen Ära entsprungen, wie ein Tribute an die frühen, nicht experimentellen 1960er,“ vor denen sich die drei Musiker hier mit viel Geschmack verneigten. Beim Hören komme man nostalgisch ins Seufzen und erinnere sich, wie elegant Jazz sein könne, wenn er sich nicht ständig neu erfinden müsse.